# Tag (linguagens de marcação)

Trecho de uma página com tags HTML.

Tags são estruturas de linguagem de marcação contendo instruções, tendo uma marca de início e outra de fim para que o navegador possa renderizar uma página. Há uma tendência nos dias atuais para se usar as tags apenas como delimitadores de estilo e/ou conteúdo, tanto em HTML quanto em XML.

## Exemplo de um trecho de código em HTML
```
 
<!DOCTYPE html>

 
<
html
>

   
<
head
>

     
<
title
>
Título da Página
</
title
>

   
</
head
>

   
<
body
>

Conteúdo de modo a identificar um parágrafo

   
</
body
>

 
</
html
>

```

As marcações acima são algumas tags. O nome "head", por exemplo, indica o início do cabeçalho e é fechada pela tag </head>, que contém o título "title", sendo assim, quando abrimos uma tag, a fechamos com "/", entretanto há algumas exceções, são elas:
```
<br />; <hr> e <img>.
```

## Lista de tags baseada em HTML5
| Tags         | Resumo                                                                                         | Suporte                                            |
| ------------ | ---------------------------------------------------------------------------------------------- | -------------------------------------------------- |
| <!- ->       | Comentário: os comentários são exibidos apenas em código, não sendo mostrados no navegador     | Suportado pelos principais navegadores*            |
| <!DOCTYPE>   | Tipo de documento: define quais especificações que o documento segue                           | Suportado pelos principais navegadores*            |
| <a>          | Âncora: usado para ligar a outro recurso web                                                   | Suportado pelos principais navegadores*            |
| <abbr>       | Abreviação                                                                                     | Suportado pelos principais navegadores*            |
| <address>    | Endereço                                                                                       | Suportado pelos principais navegadores*            |
| <area>       | Área                                                                                           | Suportado pelos principais navegadores*            |
| <article>    | Elemento artigo                                                                                | Suportado pelos principais navegadores*            |
| <aside>      | Elemento à parte                                                                               | Suportado pelos principais navegadores*            |
| <audio>      | Conteúdo de som                                                                                | Suportado pelos principais navegadores*            |
| <b>          | Texto em negrito                                                                               | Suportado pelos principais navegadores*            |
| <base>       | Elemento base                                                                                  | Suportado pelos principais navegadores*            |
| <bdo>        | Representa explicitamente a direção do texto                                                   | Suportado pelos principais navegadores*            |
| <blockquote> | Bloco de citação                                                                               | Suportado pelos principais navegadores*            |
| <body>       | Corpo da página                                                                                | Suportado pelos principais navegadores*            |
| <br>         | Insere uma quebra de linha                                                                     | Suportado pelos principais navegadores*            |
| <button>     | Botão                                                                                          | Suportado pelos principais navegadores*            |
| <canvas>     | Utilizado para a renderização de gráficos                                                      | Suportado pelos principais navegadores*            |
| <caption>    | Legenda da tabela                                                                              | Suportado pelos principais navegadores*            |
| <cite>       | Citação                                                                                        | Suportado pelos principais navegadores*            |
| <code>       | Texto de código computacional                                                                  | Suportado pelos principais navegadores*            |
| <col>        | Coluna                                                                                         | Suportado pelos principais navegadores*            |
| <colgroup>   | Grupo de colunas                                                                               | Suportado pelos principais navegadores*            |
| <command>    | Botão de comando                                                                               | Suportado apenas pelo navegador Internet Explorer  |
| <datalist>   | Lista suspensa                                                                                 | Suportado apenas pelos navegadores Firefox e Opera |
| <dd>         | Definição da descrição                                                                         | Suportado pelos principais navegadores*            |
| <del>        | Texto suprimido                                                                                | Suportado pelos principais navegadores*            |
| <details>    | Detalhes                                                                                       | Suportado apenas pelo Chrome                       |
| <div>        | Bloco de documento                                                                             | Suportado pelos principais navegadores*            |
| <dl>         | Lista de definição                                                                             | Suportado pelos principais navegadores*            |
| <dt>         | Termo de definição                                                                             | Suportado pelos principais navegadores*            |
| <em>         | Texto enfatizado                                                                               | Suportado pelos principais navegadores*            |
| <embed>      | Elemento embutido                                                                              | Suportado pelos principais navegadores*            |
| <fieldset>   | Grupo de campos                                                                                | Suportado pelos principais navegadores*            |
| <figcaption> | Colocar legenda na imagem                                                                      | Suportado pelos principais navegadores*            |
| <figure>     | Figura                                                                                         | Suportado pelos principais navegadores*            |
| <footer>     | Rodapé da página                                                                               | Suportado pelos principais navegadores*            |
| <form>       | Formulário                                                                                     | Suportado pelos principais navegadores*            |
| <h1> à <h6>  | Títulos, onde o valor 1 representa um título maior do que o valor 6                            | Suportado pelos principais navegadores*            |
| <head>       | Cabeçalho principal do documento                                                               | Suportado pelos principais navegadores*            |
| <header>     | Cabeçalho principal da página                                                                  | Suportado pelos principais navegadores*            |
| <hgroup>     | Grupo de títulos                                                                               | Suportado pelos principais navegadores*            |
| <hr>         | Linha horizontal                                                                               | Suportado pelos principais navegadores*            |
| <html>       | Raiz de um documento HTML                                                                      | Suportado pelos principais navegadores*            |
| <i>          | Texto em itálico                                                                               | Suportado pelos principais navegadores*            |
| <iframe>     | Janela de navegação aninhada                                                                   | Suportado pelos principais navegadores*            |
| <img>        | Inclui um imagem                                                                               | Suportado pelos principais navegadores*            |
| <input>      | Campo de entrada                                                                               | Suportado pelos principais navegadores*            |
| <ins>        | Texto inserido                                                                                 | Suportado pelos principais navegadores*            |
| <kbd>        | Texto do teclado                                                                               | Suportado pelos principais navegadores*            |
| <label>      | Etiqueta                                                                                       | Suportado pelos principais navegadores*            |
| <legend>     | Título de um grupo de controles formulário                                                     | Suportado pelos principais navegadores*            |
| <li>         | Item de uma lista                                                                              | Suportado pelos principais navegadores*            |
| <link>       | Link de recursos                                                                               | Suportado pelos principais navegadores*            |
| <map>        | Mapa de imagens                                                                                | Suportado pelos principais navegadores*            |
| <mark>       | Marcação                                                                                       | Suportado pelos principais navegadores*            |
| <menu>       | Menu de comandos                                                                               | Não suportado                                      |
| <meta>       | Define um meta-informação                                                                      | Suportado pelos principais navegadores*            |
| <meter>      | Elemento de medida                                                                             | Suportado apenas pelo Ópera e Chrome               |
| <nav>        | Elemento de navegação                                                                          | Suportado pelos principais navegadores*            |
| <noscript>   | Exibido se scripts estiver desativados                                                         | Suportado pelos principais navegadores*            |
| <object>     | Objeto incorporado                                                                             | Suportado pelos principais navegadores*            |
| <ol>         | Lista ordenada                                                                                 | Suportado pelos principais navegadores*            |
| <optgroup>   | Grupo de opções                                                                                | Suportado pelos principais navegadores*            |
| <option>     | Opção                                                                                          | Suportado pelos principais navegadores*            |
| <output>     | Resultado/saída de um cálculo                                                                  | Não suportado pelo Explorer                        |
| <p>          | Parágrafo                                                                                      | Suportado pelos principais navegadores*            |
| <param>      | Define parâmetro de plugins invocados pelos elementos object, não representando nada por si só | Suportado pelos principais navegadores*            |
| <pre>        | Texto pré-formatado                                                                            | Suportado pelos principais navegadores*            |
| <progress>   | Progresso da conclusão de uma ação, como por exemplo um download                               | Não suportado pelo Explorer e pelo Safari          |
| <q>          | Breve citação                                                                                  | Suportado pelos principais navegadores*            |
| <ruby>       | Anotação ruby                                                                                  | Suportado pelos principais navegadores*            |
| <rp>         | Parenteses de texto ruby                                                                       | Suportado pelos principais navegadores*            |
| <rt>         | Componentes de texto ruby                                                                      | Suportado pelos principais navegadores*            |
| <samp>       | Amostra de programa ou sistema de computação                                                   | Suportado pelos principais navegadores*            |
| <script>     | Representa um script                                                                           | Suportado pelos principais navegadores*            |
| <section>    | Seção do documento                                                                             | Suportado pelos principais navegadores*            |
| <select>     | Lista selecionável                                                                             | Suportado pelos principais navegadores*            |
| <small>      | Texto pequeno                                                                                  | Exemplo                                            |
| <source>     | Permite indicar diversas fontes para elentos de midia                                          | Suportado pelos principais navegadores*            |
| <span>       | Utilizado para um elemento dentro do fluxo de texto                                            | Suportado pelos principais navegadores*            |
| <strong>     | Texto grande                                                                                   | Suportado pelos principais navegadores*            |
| <style>      | Define um estilo                                                                               | Suportado pelos principais navegadores*            |
| <sub>        | Texto com subscrição                                                                           | Suportado pelos principais navegadores*            |
| <sup>        | Texto sobrescrito                                                                              | Suportado pelos principais navegadores*            |
| <tbody>      | Corpo da tabela                                                                                | Suportado pelos principais navegadores*            |
| <td>         | Célula da tabela                                                                               | Suportado pelos principais navegadores*            |
| <textarea>   | Área de texto                                                                                  | Suportado pelos principais navegadores*            |
| <tfoot>      | Rodapé da tabela                                                                               | Suportado pelos principais navegadores*            |
| <th>         | Célula de cabeçalho da tabela                                                                  | Suportado pelos principais navegadores*            |
| <thead>      | Representa o cabeçalho da tabela                                                               | Suportado pelos principais navegadores*            |
| <time>       | Indica horas                                                                                   | Não suportado                                      |
| <title>      | Título da página                                                                               | Suportado pelos principais navegadores*            |
| <tr>         | Linha da tabela                                                                                | Suportado pelos principais navegadores*            |
| <ul>         | Lista não ordenada                                                                             | Suportado pelos principais navegadores*            |
| <var>        | Variável                                                                                       | Suportado pelos principais navegadores*            |
| <video>      | Elemento de vídeo ou filme                                                                     | Suportado pelos principais navegadores*            |